# Sant Serni de la Llena
Sant Serni de la Llena és l'església romànica de la parròquia de La Llena, entitat de població del municipi de Lladurs, a la comarca del Solsonès. És un monument protegit i inventariat dins el Patrimoni Arquitectònic Català

## Situació
L'església s'aixeca a la capçalera de la Rasa de Socarrats, a la solana de la Serra de la Llena, presidint un extens conjunt de camps de conreu. La rectoria està adossada al sud-oest de l'església.
S'hi va per la carretera LV-4011, de Solsona a Cambrils, que s'inicia al punt quilomètric 100,8 de la C-26 (Solsona - Bassella) (42° 0′ 41″ N, 1° 29′ 19″ E / 42.01139°N,1.48861°E). Es passa per l'Hostal de Cirera i al cap de 5,9 km. (42° 3′ 13″ N, 1° 28′ 3″ E / 42.05361°N,1.46750°E) es troba el desviament a la Llena (indicat), on hi mena amb menys d'un kilòmetre.

## Descripció

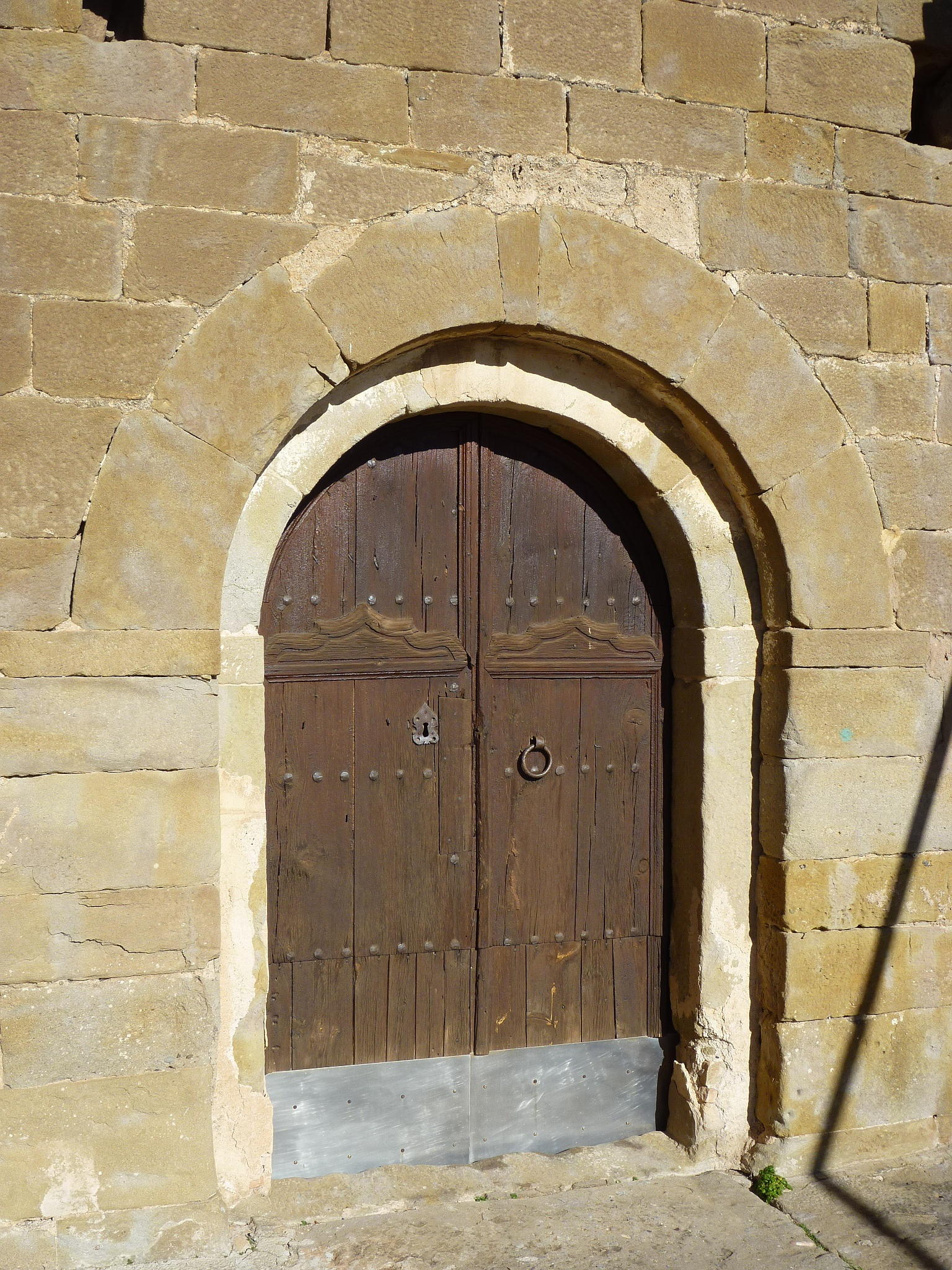
Portada

És una construcció d'una nau (7,20 x 16,50 m) i absis semicircular. La nau és coberta amb volta de canó. La porta es troba al mur sud, té dos arcs de mig punt en degradació. Hi ha finestres a l'absis i al mur sud de la nau, de doble esqueixada i arc de mig punt monolític. El parament és de carreus de diferents mides, treballats en punta i en fileres. Posteriorment (segles XVII-XVIII) s'hi van fer diverses modificacions i es van construir dues petites capelles laterals, que sobresurten a l'exterior, i una petita torre de campanar, avui desapareguda. El frontis és coronat per un campanar d'espadanya de dues obertures.

## Notícies històriques
Església esmentada en l'Acta de Consagració i Dotació de la Catedral d'Urgell l'any 839, però d'aquesta època ja no es conserva res. Està sota l'advocació de Sant Serni o Sant Sadurní.